# Itchy & Scratchy Land
Itchy & Scratchy Land, titulado Rascapiquilandia en España y La tierra de Tomy & Daly en Latinoamérica, es el cuarto episodio de la sexta temporada de la serie animada Los Simpson, emitido originalmente el 2 de octubre de 1994. El episodio fue escrito por John Swartzwelder y dirigido por Wes Archer.

## Sinopsis
Un día Bart y Lisa ven un comercial del nuevo parque de diversiones llamado la Tierra de Itchy & Scratchy, e inmediatamente quieren visitarlo. Marge había decidido que las vacaciones familiares fuesen en el Santuario para Aves, pero tras descubrir que el parque de Itchy & Scratchy tenía un lugar exclusivo para padres, deciden ir. Después de un largo viaje en auto, la familia llega a su destino.
Marge se impresiona con las numerosas alusiones a la violencia en el parque, pero junto a los demás disfruta su estancia visitando varias atracciones y observando un desfile de robots de los personajes de la serie. Homer y Marge, además, pasan un tiempo en la "Isla de los Padres", mientras que Lisa y Bart continúan divirtiéndose. Sin embargo, las vacaciones dejan de ser perfectas cuando Bart arroja una bomba apestosa dentro del traje de un actor disfrazado de Scratchy, y es capturado por un guardia de seguridad. Homer también es encarcelado, por haber pateado a un "Itchy" en el trasero. A Marge, por su parte, le informan por el altavoz la detención de su esposo y su hijo, avergonzándola por completo. 
El profesor Frink, jefe de la electrónica de los robots del parque, descubre que estos se volverían en contra de sus creadores, ocurriendo al instante. Bart y Homer son liberados cuando Marge va a buscarlos, y en ese momento, un par de robots (cuyo objetivo es destruir a todos los humanos que vean) los acorralan. Homer, frenético, les arroja todo lo que tiene a mano, hasta que una cámara de fotos dispara su flash contra los robots y hace que fallen sus circuitos. Encontrando la manera de salvarse, la familia comienza a tomar fotos a todos los robots, logrando destruirlos por completo. Por haber salvado el parque, la familia recibe como premio de parte de Roger Myers Jr. dos pases gratis, y se ponen de acuerdo en que habían pasado las mejores vacaciones de sus vidas. Sin embargo, deciden no mencionarlas nunca más.

## Producción
"Itchy & Scratchy Land", fue escrito por todos los escritores de la serie, pero el crédito se le dio a John Swartzwelder, y fue un episodio muy difícil de producir. Tuvo que crearse un nuevo ambiente, lo cual significó largas horas de trabajo para escribirlo y diseñar nuevos fondos. Mientras el episodio estaba siendo producido, se establecieron nuevas leyes de censura, más exigentes que las anteriores. Como resultado, la cadena FOX trató de evitar que los escritores añadiesen caricaturas de Itchy & Scratchy en los episodios. En respuesta a esto, los escritores crearon este episodio, sobre el cual decidieron que sería lo más violento posible. El canal amenazó con que si el episodio era producido, ellos mismos editarían las partes en donde apareciesen Itchy & Scratchy, pero se arrepintieron cuando el productor ejecutivo, David Mirkin, los amenazó con avisar a los medios. Los escritores, sin embargo, prometieron intentar no exagerar la violencia y en algunas escenas ésta fue cortada.
Aunque si bien el episodio fue muy difícil de producir, "Itchy & Scratchy Land" fue "un sueño hecho realidad" para los animadores, ya que disfrutaron ampliamente al animar las escenas llenas de violencia.